# Gymnostephium corymbosum
Gymnostephium corymbosum là một loài thực vật có hoa trong họ Cúc. Loài này được (Turcz.) Harv. mô tả khoa học đầu tiên năm 1865.